# Bruno Hubschmid
Bruno Hubschmid (nascido em 7 de março de 1950) é um ex-ciclista de estrada e pista suíço. Competiu nos Jogos Olímpicos de Verão de 1972 em Munique, onde fez parte da equipe suíça de ciclismo que terminou em oitavo lugar na prova de 100 km contrarrelógio por equipes. Também competiu nos Jogos Olímpicos da Cidade do México 1968, sem sucesso.